# Fimo

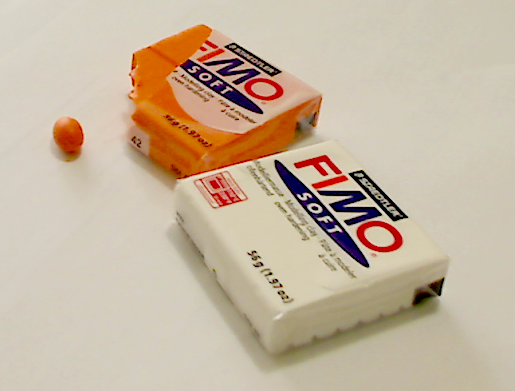
Fimo-Blöcke in Verkaufsverpackung

Fimo (Eigenschreibweise FIMO) ist der eingetragene Markenname einer einfach formbaren, ofenhärtenden oder lufttrocknenden Modelliermasse, die von dem Nürnberger Unternehmen Staedtler SE in verschiedenen Varianten hergestellt und vertrieben wird. Die verschiedenen Modelliermassen werden vor allem im Kinder-, Hobby- und Kreativbereich, im Schmuckdesign, in der angewandten Kunst, im Charakterdesign sowie der Herstellung von Marionetten und Puppen eingesetzt.

## Eigenschaften und Zusammensetzung

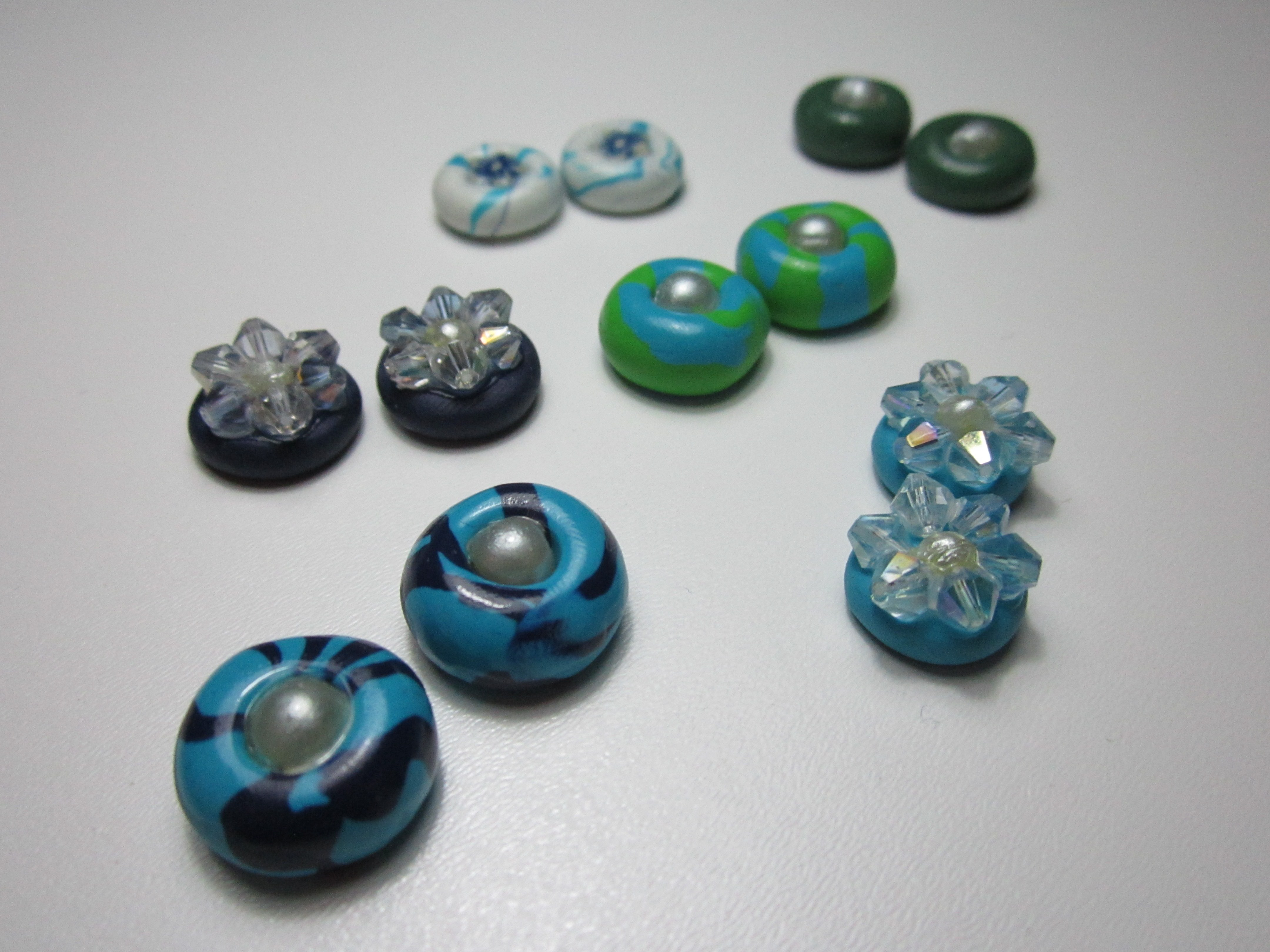
Aus der Modelliermasse Fimo hergestellte Ohrringe

Die unter der Marke FIMO vertriebenen Modelliermassen besitzen unterschiedliche Eigenschaften und Zusammensetzungen. Grundsätzlich unterscheiden sie sich in ofenhärtende und lufttrocknende Modelliermassen. Die ofenhärtenden Sorten ermöglichen im rohen Zustand durch ihre Reißfestigkeit das Modellieren von filigranen Objekten und härten im Backofen bei 110 °C bis maximal 130 °C in 30 Minuten aus. Dabei geliert das enthaltene Kunststoffpulver und bildet nach dem Abkühlen einen harten Festkörper. Die lufthärtenden Sorten ähneln in ihrer Haptik und bei der Verarbeitung der natürlichen Tonerde. Sie trocknen nach Entnahme aus der Folienverpackung durch Verdunsten des Wassers aus der Modelliermasse aus. Hierfür benötigen sie bei Raumtemperatur je nach Objektgröße Stunden bis Tage. FIMOair light kann zur Beschleunigung des Trocknungsvorgangs auch in der Mikrowelle getrocknet werden (10 Minuten bei 600 Watt). In rohem Zustand können ofenhärtende wie lufttrocknende Sorten variabel geformt werden. Ofengehärtete Modelliermassen können nach dem Härten lackiert, lufttrocknende Massen nach dem Trocknen mit flüssigen Farben bemalt werden. Eine mechanische Weiterbearbeitung ist durch Feilen, Schleifen, Polieren, Drechseln oder durch das Bohren von Löchern möglich.
Nach Herstellerangaben bestehen die ofenhärtenden Sorten aus Kunststoffpulver (PVC), phthalatfreien Weichmachern und Zusatzstoffen, die lufttrocknenden Sorten (außer FIMOair light) aus Kaolin, Wasser und Zusatzstoffen. Die verschiedenen Farben der Modelliermassen entstehen durch Beimengung von Farbpigmenten. Innerhalb jeder der beiden Produktgruppen sind die Sorten untereinander mischbar.

## Verwendung
Fimo Modelliermassen finden Verwendung im Kinder-, Hobby- und Kreativbereich, im Schmuckdesign, in der angewandten Kunst, im professionellen figürlichen Gestalten sowie in der pädagogischen bzw. therapeutischen Arbeit. Für die unterschiedlichen Einsatzgebiete gibt es angepasste Modelliermassensorten.

### Hobby- und Kreativbereich

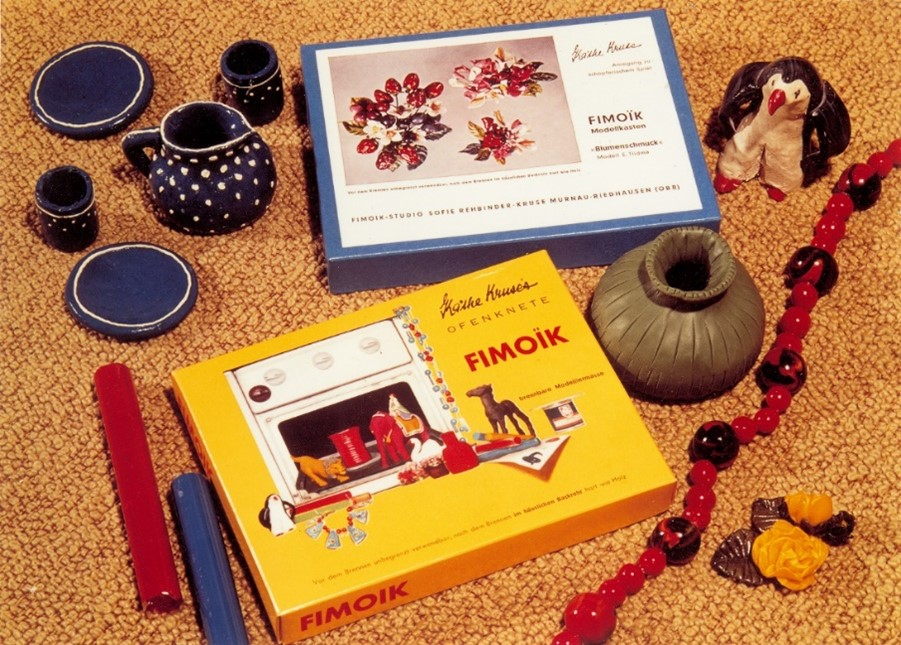
Die ersten Knetkästen Käthe Kruses Ofenknete FIMOIK kamen 1954 auf den Markt.

Fimo wendete sich bei Markteinführung an Erwachsene und zielte auf eine Verwendung im gewerblichen Kunsthandwerk und in der nicht erwerbsmäßig betriebenen kreativen Gestaltung ab. Ein Einsatz durch Erwachsene im nicht erwerbsmäßigen Kreativbereich ist bis heute ein Schwerpunkt der Fimo-Verwendung. Da die kunsthandwerklichen Fertigkeiten autodidaktisch erworben werden, spielen gedruckte Zeitschriften und Bücher zur Verbreitung von Ideen für die Verwendung von Fimo-Modelliermassen eine wichtige Rolle. So enthalten Zeitschriften wie Mollie Makes, Freizeit Spass, LandIDEE, Lisa Wohnen & Dekorieren, Frau im Trend Wohnen & Wohlfühlen oder Ma Vie regelmäßig Anregungen, Anleitungen und Basteltipps. Bücher behandeln vor allem die Herstellung von Perlen und Schmuck aus FIMO. Zudem veröffentlichen Kreative Fotos ihrer Fimo-Unikate sowie Anleitungen auf Kreativ-Websites und auf Pinterest. Unter den Pins Basteln mit FIMO, FIMO Schmuck, FIMO Ring, FIMO Figuren, FIMO Handwerk oder FIMO Geschenk sind dort Fotos und Umsetzungstipps eingestellt.
Mosaiksteine und Perlen sowie Dekorationsartikel, Schmuck (Ohrringe, Kettenanhänger, Fingerringe, Broschen), Miniaturen und Figuren sind typische Erzeugnisse der nicht gewerblichen Gestaltung wie auch des gewerblichen Kunsthandwerks.
Auf den Einstieg im Kreativ- und Hobbybereich ausgerichtet ist die leicht formbare Modelliermasse FIMO soft. Auch die lufttrocknende Modelliermasse FIMOair zielt auf diesen Bereich ab. Sie lässt sich vor dem Trocknen mit Pulvern mischen sowie manuell bearbeiten. Die Modelliermasse FIMO leather-effect ist nach dem Härten noch biegsam und kann zurechtgeschnitten, vernäht, gestanzt und geprägt werden. So eignet sie sich zum Basteln von lederähnlichen Accessoires wie etwa Armbändern, Taschen oder Ketten.

### Kindliches Spiel

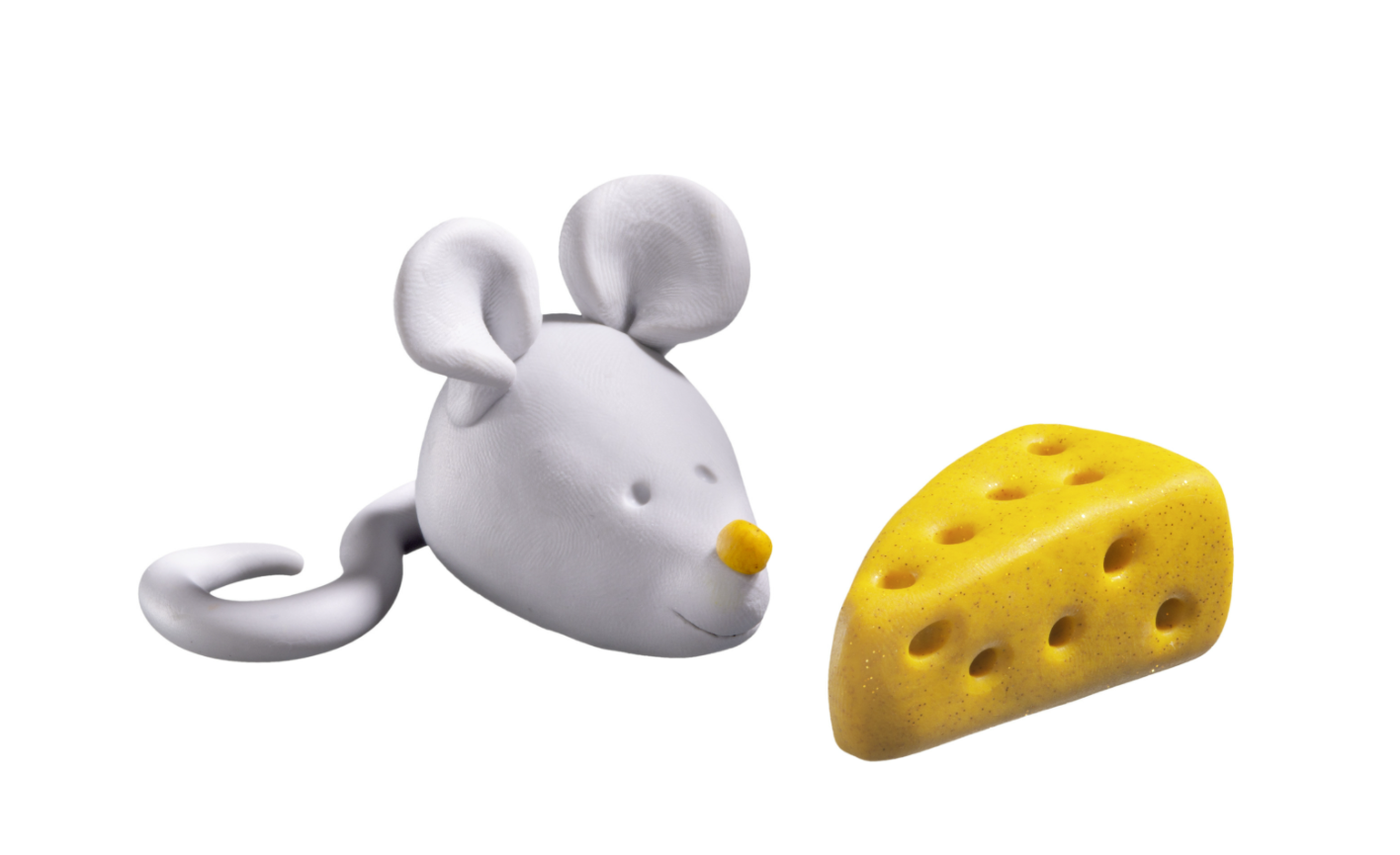
Maus mit Käsestück, hergestellt aus der Modelliermasse Fimo kids.

Auf den Einsatz beim kindlichen Spiel ausgerichtet ist die besonders weiche und formbare Modelliermasse FIMO kids. Sie ist CE-zertifiziert und nach europäischer Norm (EN) als Spielzeug für Kinder ab acht Jahren zugelassen. Grundsätzlich fördert das Basteln mit FIMO die kreative Lust von Kindern am spielerischen Umgang mit Materialien, stärkt ihre Feinmotorik und ihre handwerklichen Fähigkeiten. Auch unterstützt es Kinder, geometrische Strukturen zu verstehen und zu handhaben sowie das taktile Erfassen der Umwelt. Anleitungen und Bastel-Ideen mit Fimo für Kinder finden sich ebenfalls in Büchern und Webseiten.

### Professioneller Einsatz

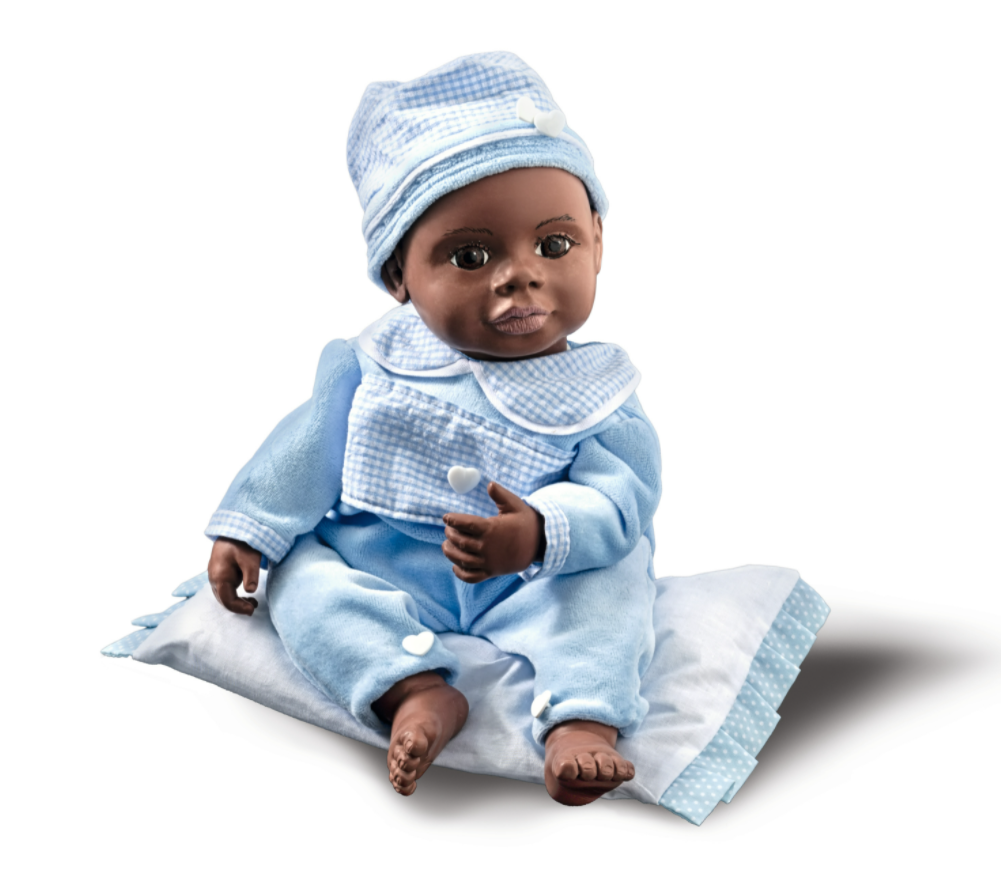
Eine mit der Modelliermasse Fimo professional doll art hergestellte Puppe.

FIMO professional wendet sich an fortgeschrittene Hobbykünstler und Künstler. Durch die festere Konsistenz besitzt die Masse eine sehr hohe Formstabilität. Dies ermöglicht filigranes Arbeiten sowie die Anwendung fortgeschrittener, künstlerischer Gestaltungstechniken. Mit Pigmenten der FIMO professional „True Colours“ können Farben exakt gemischt werden. FIMO professional doll art richtet sich an Puppenmacher, Marionettenmacher oder Gestalter für Animationsfilme. Die Konsistenz der Masse ermöglicht das Modellieren feingliedriger Puppen und Figuren.

## Produktsicherheit
Die Konformität der Fimo-Produkte mit den geltenden Sicherheitsbestimmungen wird innerhalb der Europäischen Union durch das CE-Zeichen, in den Vereinigten Staaten durch das AP-Siegel des Arts and Creative Materials Institute bescheinigt.
Die Fimo-Produkte entsprechen der EU-Richtlinie 2009/48/EG über die Sicherheit von Spielzeug, umgesetzt in deutsches Recht durch die Verordnung über die Sicherheit von Spielzeug (SpielzV). Die Richtlinie legt die Anforderungen an die Stoffe und Werkstoffe fest, die ohne Gesundheitsrisiken in Spielzeug für Kinder verwendet werden können.
Die Zeitschrift Öko-Test untersuchte 1993 Modelliermassen, neben luft- und ofenhärtenden Sorten auch Knetmassen, Salzteig, Naturton und Pappmaché, auf  Schwermetalle und PVC. Die Modelliermassen Efaplast weiß, heute FIMOair basic, und EFA Holzy, das heutige FIMOair natural, die keine Schwermetalle oder PVC enthielten, stufte die Zeitschrift als „eingeschränkt empfehlenswert“ ein, das Fimo Anfangs-Set für Jugendliche ab 14 Jahren aufgrund seines PVC-Gehalts als „nicht empfehlenswert“ für Kinder. Seitdem wurde die Zusammensetzung geändert; im Vorgriff auf das 2007 erlassene Verbot von phthalathaltigen Weichmachern in Kinderspielzeug durch die EU ersetzte der Hersteller sie 2006 durch nicht-phthalathaltige Weichmacher.
Laut Herstellerempfehlung darf beim Härten die Temperatur von 130 °C nicht überschritten werden, da ansonsten schädliche Gase entstehen können.

## Geschichte

### Entwicklung von FIMOIK

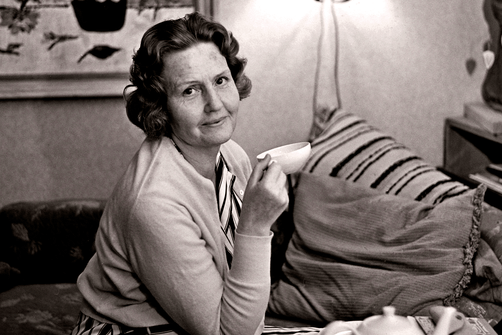
Sophie Rehbinder-Kruse, Erfinderin der Modelliermasse Fimo, in ihrer Münchener Wohnung in den 1950er-Jahren.

Die Basisrezeptur zu Fimo wurde 1939 von Sophie Rehbinder-Kruse, einer Tochter der Puppenmacherin Käthe Kruse, entwickelt. Ihr Unternehmen suchte in den 1930er-Jahren in Bad Kösen nach einem neuen Material für Puppenköpfe. Als ungeeignet erwies sich der damals neu entwickelte Kunststoff Igelit, da die Bemalung zu schlecht haftete. Käthe Kruses zweite Tochter Sophie experimentierte mit den Restbeständen des Materials weiter und entdeckte seine Verwendbarkeit als Modelliermasse. Sie mischte Weichmacher und Farbpigmente unter bis eine leicht formbare Masse entstand, aus der sie Vasen, Mosaiksteine, Miniatursteine und in der von Mangel geprägten Zeit im und nach dem Zweiten Weltkrieg auch Schuhsohlen herstellte. In ihrer Werkstatt in der Nymphenburger Straße in München entwickelte Sophie Rehbinder-Kruse mit ihren Mitarbeitern die Modelliermasse weiter. 1954 brachte sie das weiterentwickelte Produkt unter dem Namen Fimoik (zusammengesetzt aus dem Spitznamen der Erfinderin Fifi, Modelliermasse und Mosaik) als „Käthe Kruses Ofenknete“ auf den Markt. Es handelte sich hierbei um die erste Modelliermasse, die wie Knete verarbeitet und anschließend in einem haushaltsüblichen Backofen, also ohne Verwendung eines Brennofens, gehärtet werden konnte. Jeder Knetkasten enthielt eine detaillierte Anleitung und Modelliermasse in acht Farben.

### Von FIMOIK zu FIMO
1964 verkaufte Sophie Rehbinder-Kruse die Rechte an das Unternehmen Eberhard Faber. Der Neumarkter Schreibwarenhersteller nahm  einen Relaunch der Marke vor: Ab 1966 wurde das Produkt mit veränderter Rezeptur und neuem Logo unter dem kürzeren Namen FIMO international vermarktet. In der Bundesrepublik Deutschland wurde es mit dem Gütesiegel Spiel-gut ausgezeichnet.
1978 übernahm das Nürnberger Unternehmen Staedtler Mars die Eberhard Faber GmbH und damit auch alle Rechte an der Modelliermasse Fimo. Nach dem Weiterverkauf der Marke Eberhard Faber an Faber-Castell 2009 wird Fimo unter der Herstellermarke Staedtler vertrieben.

### Ausdifferenzierung des Produktportfolios
In den 1980er-Jahren erreichte das Produkt den Höhepunkt seiner Popularität, so dass „Fimo“ zu einem Gattungsnamen für ofenhärtende Modelliermasse wurde. Dem rückläufigen Absatz in den 1990er-Jahren begegnete der Hersteller mit der Einführung von neuen Farben, Effekten (wie Glitzer und Phosphoreszenz) und Produktvarianten. 1996 kam mit FIMO soft eine leichter zu verarbeitende Knete für Kinder auf den Markt. 1999 wurde das bisherige FIMO in FIMO classic umbenannt. 2003 kam mit FIMO liquid eine flüssige Form für Applikationen und Verzierungen auf den Markt. 2008 wurden die Effektfarben in eine eigene Produktlinie FIMO effect ausgelagert. 2014 benannte der Hersteller FIMO classic in FIMO professional um und führte eine weitere Variante FIMO kids für kleinere Kinder ein.

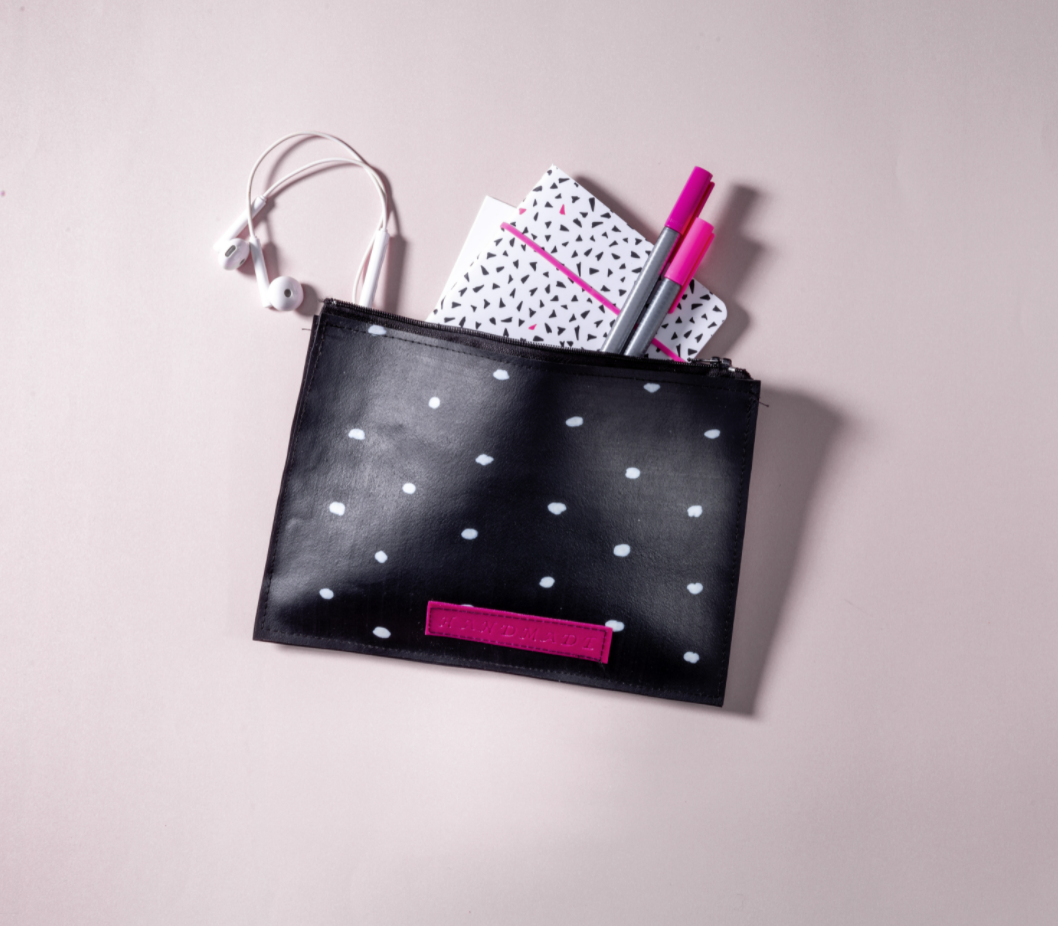
Eine mit der Modelliermasse Fimo leather-effect hergestellte Tasche.

Nach der Trennung von Eberhard Faber wurde die dort entwickelte, an der Luft trocknende Modelliermasse EFA Plast 2010 unter dem Namen FIMOair in das Fimo-Sortiment übernommen, während sie von Eberhard Faber weiter unter dem ursprünglichen Namen vertrieben wird.
2021 umfasste die Produktpalette die ofenhärtenden Varianten FIMO kids (besonders weich, für Kinder, 24 Farben), FIMO soft (weich, für Einsteiger und Hobbykünstler, 30 Farben), FIMO effect (36 Farben, 8 Effekte wie Metallic, Glitzer, Perlglanz usw.), FIMO leather-effect (bleibt nach dem Aushärten flexibel, optisch und haptisch lederähnlich, 12 Farben), FIMO professional (härter, mit höherer Stabilität für feine Details, 24 Farben), FIMO professional doll art (speziell für Puppenmacher, 6 Hauttöne mit Porzellanglanz) und FIMO liquid (fließfähig, 3 Farben und transparent) sowie die lufttrocknenden Varianten FIMOair basic (tonähnlich, 3 Farbtöne), FIMOair natural (mit Zellulosefasern, nach dem Aushärten von holzähnlicher Konsistenz, 2 Holzfarben) und FIMOair light (besonders leicht und weich, 2 Farben), dazu Bearbeitungswerkzeuge und weiteres Zubehör.

## Sonstiges
In der DDR wurde ein vergleichbares Produkt unter dem Namen SURALIN hergestellt und vertrieben.